# Siegfried Kerschbaumer
Siegfried Kerschbaumer (a volte riportato come Sigfrid; 21 febbraio 1961) è un ex sciatore alpino italiano, vincitore della Coppa Europa nel 1980.

## Biografia
Specialista delle prove veloci originario di Bressanone, Kerschbaumer in Coppa Europa nella stagione 1979-1980 vinse la classifica generale davanti al connazionale Tiziano Bieller e si piazzò 2º in quella di discesa libera alle spalle dell'austriaco Dieter Amannn; in Coppa del Mondo ottenne il primo piazzamento il 7 dicembre 1980 a Val-d'Isère in discesa libera (14º), il miglior risultato il 10 gennaio 1981 a Morzine/Garmisch-Partenkirchen in combinata (5º) e l'ultimo piazzamento il 20 marzo 1984 a Oppdal in supergigante (14º). Non prese parte a rassegne olimpiche né ottenne piazzamenti ai Campionati mondiali.

## Palmarès

### Coppa del Mondo
- Miglior piazzamento in classifica generale: 44º nel 1981

### Coppa Europa
- Vincitore della Coppa Europa nel 1980[1]

### Campionati italiani
- 5 medaglie[2]:
  - 1 oro (combinata nel 1980)
  - 2 argenti (discesa libera nel 1979; slalom gigante nel 1983)
  - 2 bronzi (combinata nel 1979; discesa libera nel 1980)